# ジム・ラトクリフ
サー・ジェームズ・アーサー・ラトクリフFIChemE （Sir James Arthur Ratcliffe、1952年10月18日 - ）は、イギリスの億万長者、化学エンジニア、実業家である。

## 来歴
ラトクリフは、1998年に創業し、現在も3分の2を所有するIneos化学品グループの会長兼最高経営責任者（CEO）で、2019年の売上高は150億ドルと推定されている。世間的な知名度は高くなく、サンデー・タイムズ紙には「publicity shy」と評されている。
2018年5月現在、英国で最も裕福な人物であり、純資産は210億5000万ポンドである。2020年4月現在、Bloomberg Billionaires Indexは彼の純資産を282億ドル、世界で55番目、英国で2番目の富豪と推定している。2020年9月、ラトクリフは正式に納税地をハンプシャーからモナコに変更、この移動により彼は40億ポンド節税すると推定される。
INEOSはスポーツ分野にも投資しており、2017年11月にスイスのFCローザンヌを買収、2019年5月には自転車ロードレースの「チーム・スカイ（買収後はイネオス・グレナディアス）」、8月にはリーグ・アンのOGCニースを買収してラトクリフがオーナーに就任した。ラトクリフ自身はマンチェスター・ユナイテッドのファンと公言しているが、2018年と2022年にはプレミアリーグのチェルシーに対して買収オファーを出し、2023年1月にはオーナーが売却の意思を表明しているマンチェスター・ユナイテッドに対し、正式に買収手続きに入るなどの活動もしている。